# GCHQ Bude
GCHQ Bude, aussi connue sous le nom de GCHQ Composite Signals Organisation Station Morwenstow, abrégé à GCHQ CSO Morwenstow, est une station terrestre de surveillance par satellite du gouvernement britannique. La station est située sur une partie du terrain de l'ancien base aérienne RAF Cleave, sur la côte nord des Cornouailles, entre les petits villages de Morwenstow et Coombe. Le site est exploité par le service britannique de renseignement d'origine électromagnétique, le Government Communications Headquarters, en abrégé GCHQ.

## Histoire
Pendant la Seconde Guerre mondiale, l'emplacement a été développé et utilisé par la Royal Air Force (RAF). En 1939, il a accueilli deux escadrilles d'une unité antiaérienne. En 1943, le 693e Escadron est établi sur le site pour le reste de la guerre. L'aérodrome a été mis en sommeil en avril 1945, sous la propriété du gouvernement.

### Surveillance des satellites
Au début des années 1960, ont eu lieu des investissements qui semblent avoir conduit à la création de l'installation maintenant connue sous le nom de GCHQ Bude. En 1962, une station de réception satellite pour les satellites de communications commerciales d’Intelsat a été établie à Goonhilly Downs, à une centaine de kilomètres au sud-sud-ouest de Morwenstow.
La liaison en aval des satellites Intelsat pourrait facilement être interceptée en plaçant des antennes paraboliques à proximité dans « l'empreinte » des satellites. Pour cela, les terres de Cleave ont été attribuées au Ministère des bâtiments et travaux publics en 1967 et la construction de la station d’interception par satellite a débuté en 1969. Deux paraboles de 90 pieds sont apparues en premier, suivis de paraboles plus petites les années suivantes. La station était à l’origine désignée CSOS Morwenstow, avec CSOS pour Composite Signals Organization Station. En 2001, un troisième grand plat est apparu et la station fut renommée GCHQ Bude.

### Coopération avec les États-Unis
Depuis sa création, la station est un projet de coopération anglo-américaine. C’est la NSA qui a payé la majeure partie de l’infrastructure et de la technologie. Les frais de fonctionnement, tels que les soldes du personnel, ont été payés par le GCHQ, qui a également fourni le terrain. Les renseignements recueillis par la station satellite Bude ont été partagés entre la NSA et le GCHQ et ont également été traités conjointement.
Un autre signe de la coopération étroite entre les deux pays était que Sir Leonard Hooper, directeur du GCHQ à la fin des années 1960, avait écrit à son homologue de la NSA à propos des deux grandes paraboles d'alors. Il a suggéré de les nommer « Pat » et « Louis », le directeur de la NSA se nommant Marshall « Pat » Carter et son adjoint Louis Tordella.
En 2010, la NSA a versé 15,5 millions de livres sterling au GCHQ pour le réaménagement du site.

### Surveillance des câbles sous-marins
Le site permet la surveillance du trafic de câbles sous-marins à partir des points d’atterrissage situés à proximité, interceptant les communications destinées à la station satellite commerciale de Goonhilly Downs. L’atterrissage du câble sous-marin TAT-14 à Bude a été identifié comme l’un des principaux atouts des « infrastructures critiques et des ressources clés » des États-Unis à l’étranger, information divulguée à WikiLeaks.
À 10 kilomètres au sud de GCHQ Bude, dans la baie de Widemouth, de nombreux câbles sous-marins atteignent la terre : Apollo (États-Unis), TAT-3 (États-Unis), CANTAT-1 (Canada), TAT-8 (États-Unis et France - dernière utilisation en 2002), TAT-14 (États-Unis et Europe), AC-2 (États-Unis), GIE (Europe et Inde) et GLO-1 (Afrique de l’Ouest). Crooklets Beach à Bude, à 5 kilomètres au sud de GCHQ Bude, est un point d’atterrissage clé pour les câbles sous-marins, transportant notamment des données sur les transactions financières en provenance de New York.
En 1963, TAT-3, un câble sous-marin reliant le Royaume-Uni aux États-Unis, a été posé entre Tuckerton (New Jersey, États-Unis) et Widemouth Bay (Cornouailles), à seulement 10 kilomètres au sud du site de Cleave. Le Bureau général des postes britanniques (GPO) surveillait régulièrement toutes les communications passant par le câble TAT-3, transmettant les messages jugés pertinents pour les services de sécurité.

## Installations

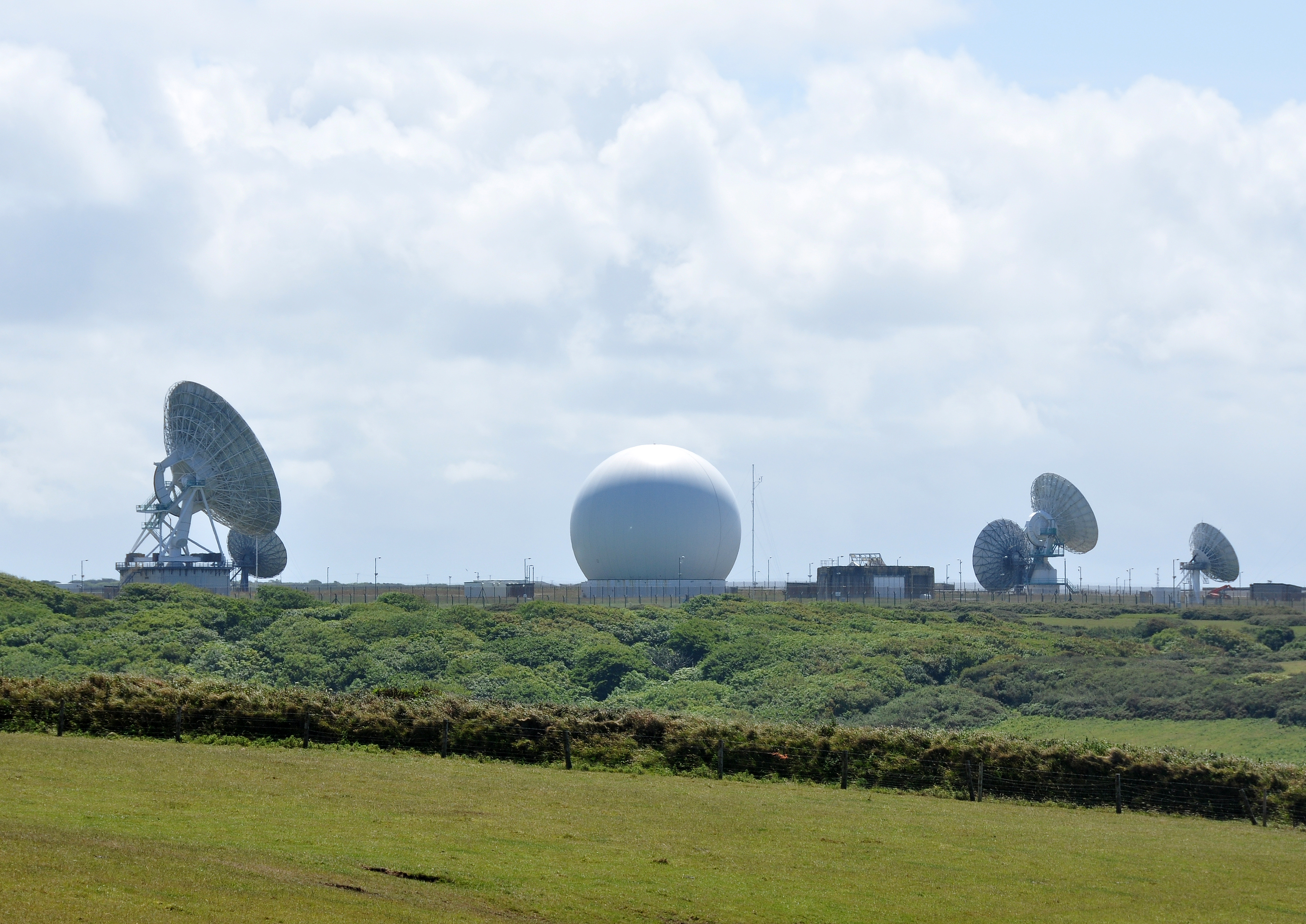
Les différents types de récepteurs satellite du GCHQ Bude; y compris les antennes paraboliques «nues» et l’antenne cachée couverte par un radôme.

La station GCHQ Bude comprend vingt et une antennes satellites de différentes tailles, dont trois ayant un diamètre de 30 mètres, pouvant théoriquement couvrir toutes les bandes de fréquences principales: bande L, bande C, bande Ku, bande X, bande Ka et bande V. Calculées à partir de leur position, de leur altitude et de leur angle de boussole (azimut), les antennes sont généralement orientées vers les satellites des réseaux de communication INTELSAT, Intersputnik et INMARSAT sur l’océan Atlantique, l’Afrique et l’océan Indien, comme vers le Moyen-Orient et l'Europe continentale. Entre 2011 et 2013, une antenne Torus a été installé, qui est capable de recevoir les signaux de trente-cinq satellites simultanément. Cette antenne n'est pas couverte par un radôme.
Le personnel provient du GCHQ (Royaume-Uni) et de la NSA (États-Unis), et la station est exploitée dans le cadre de l’accord UKUSA, en collectant des données pour le réseau de renseignement d'origine électromagnétique ECHELON (SIGINT). Parmi les stations comparables en service, citons la RAF Menwith Hill (Royaume-Uni), la station Sugar Grove (Virginie-Occidentale, États-Unis), Yakima (Washington, États-Unis), Sabana Seca (Porto Rico), la base aérienne Misawa (Japon), Pine Gap (Australie) et Geraldton. (Australie), GCSB Waihopai (Nouvelle-Zélande) et GCSB Tangimoana (Nouvelle-Zélande), qui couvrent d'autres zones d'INTELSAT telles que l'Amérique du Sud et l'océan Pacifique.

## Activités
Les activités du GCHQ Bude restent généralement classifiées, en partie en réponse aux préoccupations exprimées par certains États membres de l’Union européenne (UE) selon lesquelles Morwenstow est responsable de l’espionnage industriel et de l’interception des communications civiles. La loi de 1994 sur les services de renseignement confère au GCHQ le pouvoir de surveiller ou d'interférer avec les émissions électromagnétiques, acoustiques et autres et tout équipement produisant de telles émissions et d'obtenir et de fournir des informations provenant de ces émissions ou équipements. Cela inclut BlackBerry Messenger (BBM) et les messages audio.
Le 1er juin 2007, le GCHQ Bude a été classé comme site protégé aux fins de l’article 128 de la loi de 2005 du Serious Organised Crime and Police Act. Cette loi a eu pour effet de pouvoir rendre une personne coupable de crime pour s'être introduite sur le site.
Jusqu'au début de 2014, le site Web du GCHQ sur les métiers comportait une page sur GCHQ Bude, indiquant qu'il emploie des experts en communications numériques qui jouent un rôle important dans la réponse du gouvernement britannique aux questions de sécurité nationale, d'opérations militaires et de crimes graves. La page Web mentionne que le site est adjacent au sentier côtier, qui fait partie du sentier de la côte sud-ouest. Ailleurs sur le site Web, les demandeurs d'emploi ont été avertis qu'ils seraient soumis à une habilitation de sécurité, ce qui pourrait prendre jusqu'à neuf mois.
À partir de 2016, le site Web des métiers du GCHQ comportait une page « La vie au GCHQ » ; sa section «Bude» de la page décrit un peu le travail au GCHQ Bude. Il mentionne une salle de sport et un restaurant (bénéficiant d'une "vue sur la mer") dans l'établissement. Il décrit également une gamme d'événements sportifs sociaux et de plein air auxquels les employés peuvent participer.

## Controverse

### Edward Snowden et révélations connexes
En juin 2013, le journal The Guardian, utilisant des documents divulgués par l'ancien employé de la NSA Edward Snowden, a révélé l'existence d'une opération nommée Tempora, permettant au GCHQ d'exploiter des données le long des câbles sous-marins, jusqu'à 30 jours, pour les évaluer et les analyser. L'article fait référence à un essai de trois ans mis en place au GCHQ Bude qui, à la mi-2011, sondait plus de 200 connexions Internet.
Un autre rapport de Guardian publié en décembre 2013 indiquait que les activités d'écoute ciblaient notamment des organisations caritatives, des bâtiments publics allemands, le Premier ministre israélien et un commissaire européen.
GCHQ Bude a été largement présenté dans l'émission de télévision BBC Two Horizon du 3 septembre 2014: 'Inside the Dark Web'. Ce programme estimait que 25% de tout le trafic Internet transitait par Cornwall, en Angleterre. Le Dr Joss Wright de l'Institut Internet de l'Université d'Oxford a expliqué comment les images miroir des signaux sur les câbles Ethernet sous-marins sont utilisées pour collecter et analyser des données. Le programme a déclaré que cette procédure implique un dispositif de prise optique qui est inséré dans la station de répéteur de câble sous-marin. Une seconde copie des données est ensuite acheminée au GCHQ, tandis que l'original poursuit son parcours. GCHQ, a-t-on déclaré, disposait alors de trois jours pour relire les données. Il a été déclaré que tout ce qui passe par Internet peut être théoriquement accessible; y compris les e-mails, les sites Web, les téléchargements BitTorrent, les films visionnés, etc. Le Dr Wright a déclaré que l’ensemble du contenu numérisé de la British Library pouvait être transféré dans cet ensemble de câbles en 40 secondes environ. Dans le cadre du même programme, Tim Berners-Lee a expliqué comment les programmes informatiques du GCHQ analysent d’énormes volumes de données pour identifier les tendances de la communication qui devraient être examinées plus avant.
Le 20 novembre 2014, Channel 4 News a diffusé une enquête préparée en collaboration avec la chaîne de télévision allemande Westdeutscher Rundfunk (WDR). Ce rapport a révélé qu'une importante société de communication britannique (Cable & Wireless, maintenant Vodafone) avait coopéré avec le GCHQ pour permettre l'accès à des données, y compris à celles portées par une entreprise de télécommunications indienne concurrente. La diffusion a détaillé une opération centrée sur les câbles à fibre optique faisant surface à la plage de Porthcurno et à Sennen Cove en Cornouailles, avec des données se rendant à une station d’atterrissage à proximité de Skewjack Farm, puis à GCHQ Bude.

## Évènements médiatisés

### Visite royale
Le 4 avril 2016, Son Altesse Royale la princesse royale a effectué la première visite royale à la station GCHQ de Bude. La Princesse Royal est arrivée en hélicoptère et a été accueillie par le chef de la station, avec le Lord Lieutenant de Cornouailles, le colonel Edward Bolitho. La visite a consisté en une courte visite du site et la princesse a rencontré de nombreux membres du personnel, de tous les grades, dont elle a appris certaines des activités menées à Bude,,.

### Plan de recrutement
En juillet 2016, le GCHQ a lancé son programme CyberFirst pour les étudiants de l'année scolaire 2016-2017, offrant des bourses pour ceux qui étudient les cours de deuxième cycle pertinents en sciences, technologie, ingénierie et mathématiques, suivis d'emplois garantis au GCHQ.

### Illuminations arc-en-ciel
Le 17 mai 2016, les antennes paraboliques du GCHQ Bude Station ont été éclairées par des couleurs arc-en-ciel pour marquer la Journée internationale contre l'homophobie, la transphobie et la biphobie (IDAHOBiT). Cette exposition était un acte public d’unité et de reconnaissance de la fierté du GCHQ, et pour affirmer l’engagement continu du GCHQ envers la diversité et la fierté de son personnel. Il fait suite à un affichage similaire aux couleurs de l'arc-en-ciel similaire à l'appui de l'IDAHOBiT 2015 sur le site GCHQ Cheltenham un an plus tôt,,,.